# Йохансен, Ханна
Ханна Йохансен (17 июня 1939, Бремен — 25 апреля 2023) — швейцарская писательница, а также переводчица с английского языка.

## Биография
Изучала германистику, классическую филологию и педагогику в университетах Марбурга и Гёттингена.
С 1972 года жила в Кильхберге недалеко от Цюриха. Её брак с писателем Адольфом Мушгом, от которого у неё двое сыновей, Филипп и Бенджамин, закончился разводом в 1990 году.
Умерла 25 апреля 2023 года в возрасте 83 лет.

## Труды
За свою жизнь Ханна написала более 30 детских книг, романов и рассказов. В 1978 году был опубликован её дебютный роман «Стоящие часы». В 2022 году вышла книга «Азбука снов» с её сборником детских стихов.